# Fritz Kütemeyer
Fritz Kütemeyer (* 17. September 1912 in Hannover; † 2. Dezember 1989 ebenda) war ein deutscher Unternehmer, Sportfunktionär und von 1967 bis 1973 Präsident des Deutschen Tennis Bundes.

## Leben
Nach dem Abitur begann Kütemeyer eine Schlosserlehre im väterlichen Betrieb. Nach der Meisterprüfung absolvierte er ein Studium der Volkswirtschaftslehre in Berlin. Danach war er einige Zeit als Anwalt in einer Handwerkskammer und schließlich als Unternehmer tätig. Zum 1. August 1932 trat er der NSDAP bei (Mitgliedsnummer 1.250.009).
Schon in frühen Jahren war Kütemeyer sportlich engagiert. Nach einer Zeit als Handballspieler wechselte er in den Tennissport und wurde westdeutscher Meister. 1950 übernahm er den Vorsitz des Niedersächsischen Tennisverbandes, ab 1951 war er im Vorstand des Landessportbundes Niedersachsen vertreten. Von 1959 bis 1983 war er außerdem Vorsitzender der Sporthilfe Niedersachsen. 1967 wurde er schließlich Präsident des Deutschen Tennis Bundes und nach seinem Ausscheiden 1973 dessen Ehrenpräsident. Auf seine Initiative hin wurde die Tennis-Bundesliga gegründet. 1983 erhielt Kütemeyer die Ehrenmitgliedschaft des Landessportbundes. Daneben bekam er zahlreiche Auszeichnungen; unter anderem wurden die Fritz-Kütemeyer-Spiele nach ihm benannt.
Kütemeyer verstarb am 3. Dezember 1989 im Alter von 78 Jahren.